# 第72步兵師 (德國國防軍)
第72步兵師（德語：72. Infanterie-Division）是納粹德國國防軍陸軍的一個步兵師。該師於1939年9月在特里尔組建。
第二次世界大戰期間，該師在德國西部防守待命，沒有參與入侵波蘭行動。1940年，該師參與入侵法國行動。1941年，該師參與入侵希臘和巴巴羅薩行動，此後一直在東線作戰。
該師最後於1945年5月在捷克斯洛伐克向苏联红军投降。

## 註腳
1. ↑  Mitcham（2007年）